# Meigen (Solingen)
Meigen ist ein Ortsteil im Osten der bergischen Großstadt Solingen. In Meigen wurde Deutschlands ältester profaner Männerchor gegründet, der 2022 aufgelöste Bergische Männerchor Solingen 1801.

## Lage und Beschreibung
Der aus einer Hofschaft hervorgegangene Ort befindet sich im Osten des Solinger Stadtbezirks Mitte. Meigen markiert von Westen her den Übergang von der zusammenhängenden, städtischen Bebauung der Solinger Stadtmitte zum östlich gelegenen Theegartenberg und dem Theegartener Kopf in ländlichem Umfeld. Die zu dem Ort gehörenden Gebäude befinden sich hauptsächlich im Talgrund am Ufer des Meigener Baches, durch das Wachstum des Ortes nach dem Zweiten Weltkrieg werden als Meigen heute auch Straßenzüge am Akazien-, Eiben- und am Espenweg bezeichnet. Durch den Ort verläuft die Bahnstrecke Solingen–Remscheid, die in Meigen durch eine Eisenbahnunterführung unterquert wird. Am Südrand des Ortes, an der Meigener Straße, befindet sich das unter Denkmalschutz stehende Hauptgebäude der Grundschule Meigen.
Benachbarte Orte sind bzw. waren (von Nord nach West): Städtgesmühle, Altenbau, Theegarten, Papiermühle, Königskotten, Halfeshof, Eick, IV., III., II. und I. Feld, Hippe, Kannenhof, Meigenerbrühl sowie Kannenbrühl.

## Etymologie
Der Ortsname ist wahrscheinlich von der Bezeichnung zum Eigen (verkürzt ‘m Eigen) abgeleitet. Er deutet auf einen Bauernhof im Eigentum, im eigenen Besitz hin (im Gegensatz zum Lehen). Vergleiche hierzu auch den Walder Ortsnamen Eigen.

## Geschichte
Der heutige Ortsteil Meigen ist aus mehreren Höfen hervorgegangen, deren Ursprünge im 15. Jahrhundert liegen. Im Zehntverzeichnis der Abtei Altenberg von 1488 sind insgesamt drei Höfe als zom Meygen erstmals urkundlich erwähnt. In der Mitte des 16. Jahrhunderts wird ein Schwertschmied Peter Bras von Meigen erwähnt, im Jahre 1649 wird ein Heinrich von Meygen in den Urkunden erwähnt. In dem Kartenwerk Topographia Ducatus Montani von Erich Philipp Ploennies, Blatt Amt Solingen, aus dem Jahre 1715 ist der Ort mit zwei Hofstellen verzeichnet und als Meigen am Ufer des ebenfalls eingezeichneten Meigener Bachs benannt. Der Ort wurde zum Teil in den Registern der Honschaft Dorp, zum Teil in jenen der Honschaft Solingen geführt. Die Topographische Aufnahme der Rheinlande von 1824 verzeichnet den Ort als Meigen, ebenso wie die Preußische Uraufnahme von 1844. Auch in der Topographischen Karte des Regierungsbezirks Düsseldorf von 1871 ist der Ort als Meigen verzeichnet.
Die Geschichte der Meigener Schule lässt sich bis in das 17. Jahrhundert zurückverfolgen. Die Schule im Ort zählt zu den ältesten aller Solinger Hofschaftsschulen, eine erste eigene Schule ist dort seit dem Jahre 1695/1696 belegt. Ursächlich für die Einrichtung einer eigenen Schule in Meigen war der Umstand, dass die Kinder bis dahin einen weiten und beschwerlichen Weg bis zur Solinger Stadtschule in der Altstadt hinter sich bringen mussten. Der Unterricht wurde über die Jahrhunderte in wechselnden Privathäusern abgehalten. Das heutige Schieferhaus Meigener Straße 135, das sogenannte Lindersche Haus, wurde ab 1766 für den Schulunterricht genutzt. Dort gründete der Lehrer Johann Wilhelm Willms im Jahre 1801 die Meigener Singgesellschaft, den Vorläufer des späteren Bergischen Männerchores Solingen 1801. Ab 1883 wurde ein großes, eigenes Schulhaus errichtet, das heutige Gebäude Meigener Straße 130, das noch immer Hauptgebäude der Grundschule ist.
Meigen gehörte nach Gründung der Mairien und späteren Bürgermeistereien zur Bürgermeisterei Dorp, die im Jahre 1856 das Stadtrecht erhielt, und lag dort in der nach dem Ort benannten Flur II. Meigen. Die Bürgermeisterei beziehungsweise Stadt Dorp wurde nach Beschluss der Dorper Stadtverordneten zum 1. Januar 1889 mit der Stadt Solingen vereinigt. Damit wurde Meigen ein Ortsteil Solingens. Zwischen 1891 und 1897 wurde die Bahnstrecke Wuppertal-Oberbarmen–Solingen trassiert, die in Meigen mitten durch den Ort verlief und ihn damit in zwei Hälften trennte. Nach der Fertigstellung der Müngstener Brücke 1897 konnten dort die Züge bis Remscheid und Wuppertal fahren.
Der Ort war ebenso wie die benachbarten Felder Höfe noch bis in die Nachkriegszeit überwiegend ländlich geprägt. Ab den 1950er Jahren nahm die bauliche Verdichtung durch die Errichtung großer Wohnsiedlungen am Rand des Ortes zu, darunter die in den 1950er Jahren errichtete Siedlung des Spar- und Bauvereins Solingen am IV. Feld. In den 1960er Jahren wurden die Wohnbebauungen an der Degenstraße und am Florettweg sowie die Wohnsiedlung am Akazienweg realisiert.

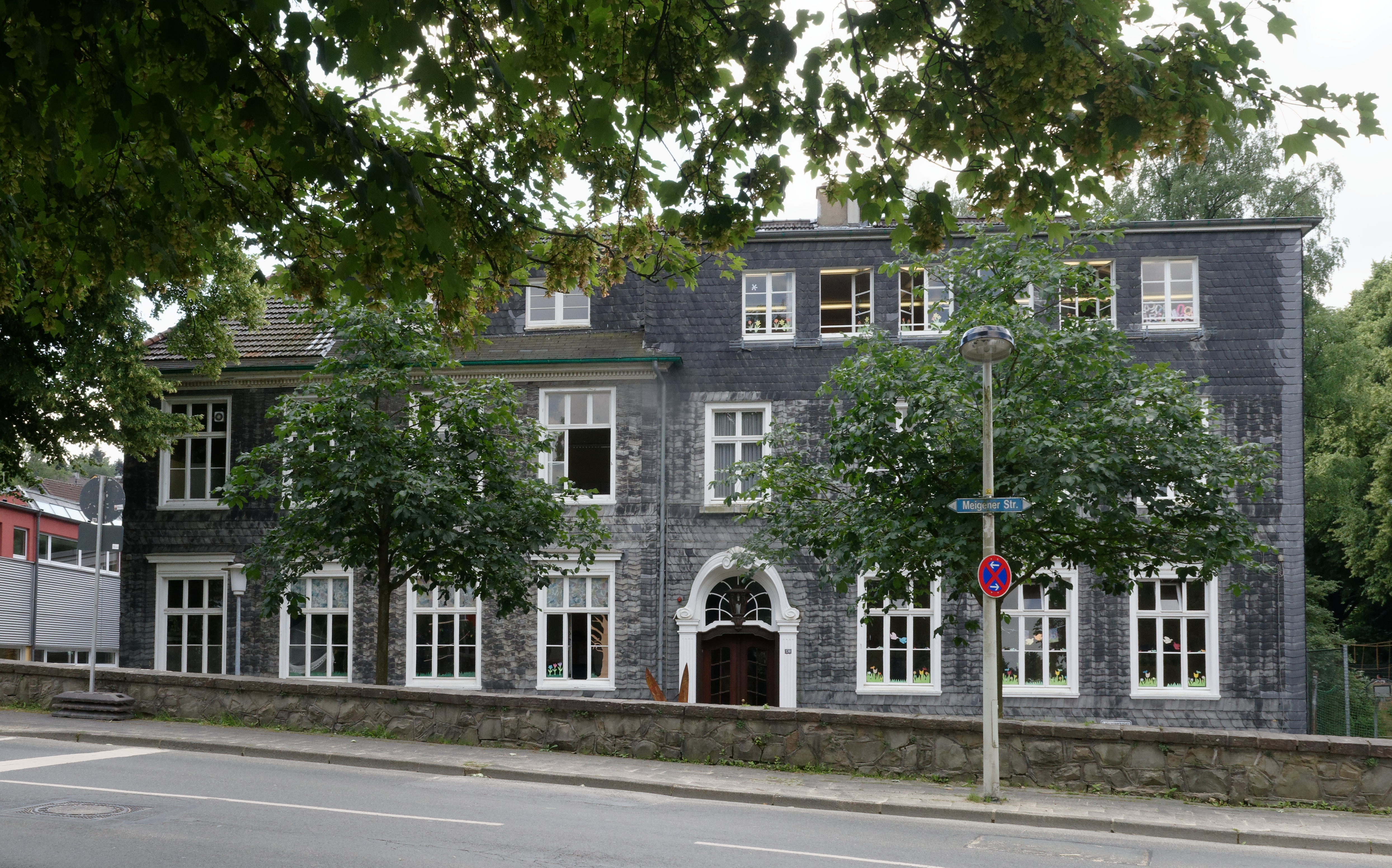
Das Meigener Schulhaus von 1883

Das oben abgebildete, vierte Meigener Schulhaus aus dem 18. Jahrhundert mit der Adresse Meigener Straße 135, 135a, 135b sowie das heutige Hauptgebäude der Meigener Grundschule von 1883 sind seit den 1980er Jahren in die Solinger Denkmalliste eingetragen.

## Nahverkehr

### Bus
Meigen ist täglich durch die Buslinie 695 sowie den Nachtexpress NE23 an das Busnetz der Stadtwerke Solingen mit einer eigenen Haltestelle an der Meigener Straße angeschlossen, die auch die Endhaltestelle der Linie 695  ist.
Die Linie 695 wird seit 31. Oktober 2019 im Rahmen eines Förderprojektes durch Batterieoberleitungsbusse bedient. Der Bereich um Meigen, der nicht über Fahrleitungen für den Oberleitungsbus verfügt, wird dabei mithilfe der Akkuladung der Busse bedient. Ab- und angedrahtet wird dabei an der Haltestelle Bahnhof Mitte in der Solinger Innenstadt.
| Linie | Linienverlauf |
| ----- | --- |
| 695   | (Halfeshof) – Meigen – Bahnhof Mitte – Graf-Wilhelm-Platz – Industriestraße – Eugen-Maurer-Haus/ZDS – Abteiweg                                   |
| NE23  | Meigen –– Bahnhof Mitte – Graf-Wilhelm-Platz – Wasserturm – Gräfrath – Ketzberg – Abteiweg – Wuppertal-Vohwinkel Schwebebahn – Vohwinkel Bahnhof |

### S-Bahn

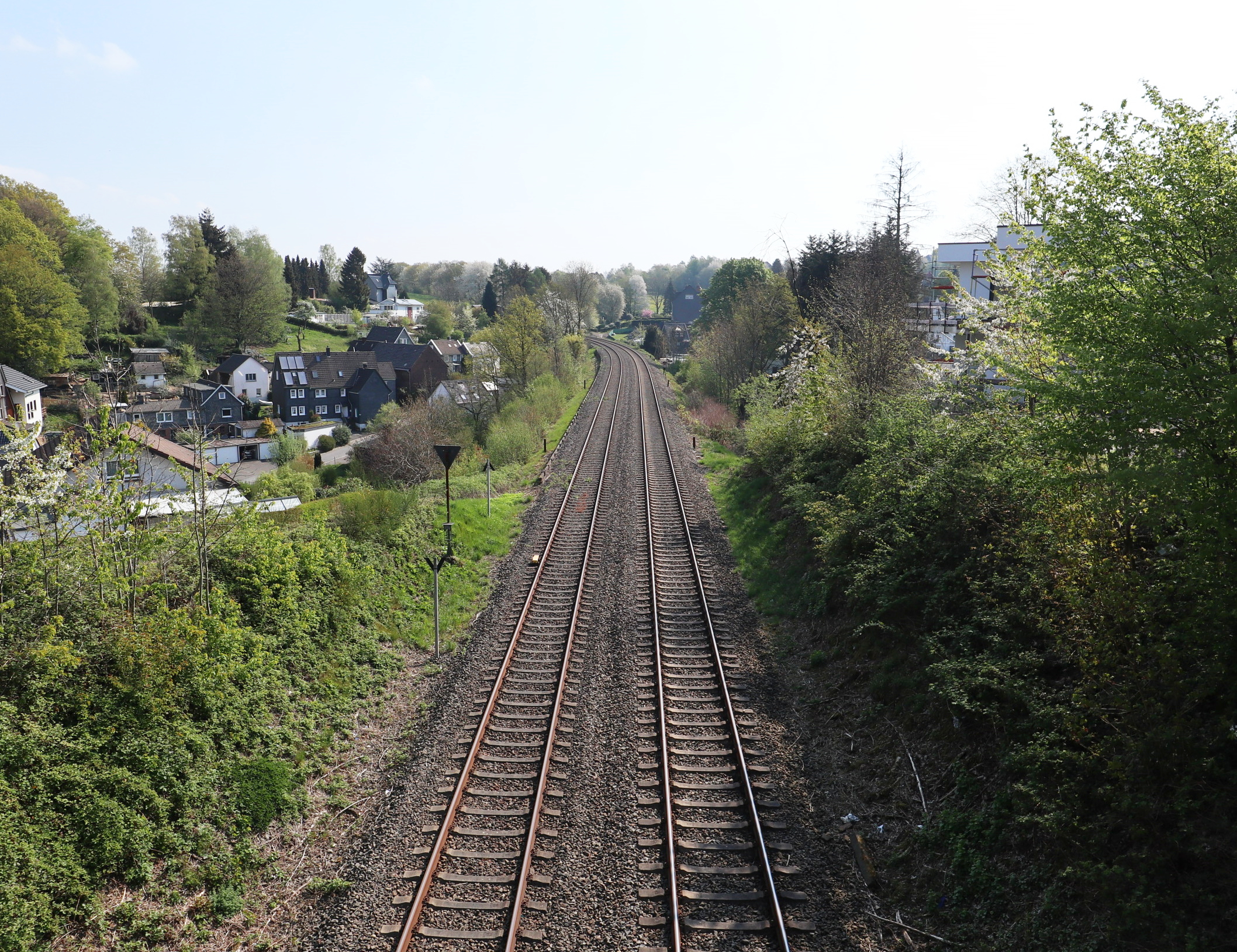
Die Bahnstrecke im Bereich des geplanten Bahnhaltes Solingen-Meigen

Seit einigen Jahren bestehen Bemühungen in der Solinger Politik, an der direkt durch den Ort verlaufenden Bahnstrecke in Meigen einen Bahnhaltepunkt einzurichten. Der In der Nachkriegszeit deutlich gewachsene Ortsteil erhielt damit Anschluss an die dort verkehrende S-Bahnlinie 7 (Der Müngstener). Die seit 2018 konkreter werdenden Planungen sehen vor, dass der Haltepunkt im Bereich der Straße Steinacker realisiert werden soll (Lage). Der Haltepunkt in Meigen wurde 2020 Teil einer Finanzierungsvereinbarung zwischen Bund und Deutscher Bahn. Er soll zusammen mit dem ebenfalls geplanten Haltepunkt in Remscheid-Honsberg bis 2029 realisiert werden.